# スコットランドのカトリック
スコットランドのカトリックでは、スコットランドにおけるローマ・カトリック教会について記述する。

## カトリック人口
約16％がカトリック信徒である。イングランドでのカトリック人口が約6％である事と比べると、比較的多い。

## 歴史
スコットランドにキリスト教が伝えられたのは、ローマ帝国支配期だと言われている。4世紀末に活躍したカンブリア出身の聖ニニアンが最初のスコットランド司祭であった。またアイルランドのケルト系キリスト教の影響を受けたアイオナ修道院は聖コルンバによって6世紀に建てられている。中世スコットランドの神学者として代表的な人物は、フランシスコ会のヨハネス・ドゥンス・スコトゥスである。パリ大学教授となった彼はトマス・アクィナスの哲学を批判し、主意主義を主張した。
16世紀になるとスコットランドでも宗教改革が始まった。信仰義認を唱えたパトリック・ハミルトンやジョージ・ウィシャートに親炙したジョン・ノックスは、スコットランドにカルヴァン主義を定着させる為に画策した。フランスから帰国した女王となったメアリー・ステュアートはスコットランドを再びカトリック国家にしようと画策したが、実現しなかった。同君連合でスコットランド王ジェイムス6世がイングランド王ジェイムス1世として君臨すると、スコットランド人はプリスビテリアンに改宗し、この頃にはスコットランドのカトリックは非主流派となり、後に非合法化された。ハイランド地方ではカトリック勢力が強く、簡単には服従しなかった。ジャコバイト蜂起を受けて1793年にカトリックの人々にもプロテスタントと同等の権利が認められるようになった。
19世紀になると、アイルランドからの移民が増加し、それに伴ってカトリックの人口も増加した。

## 大司教区
- グラスゴー大司教区  フィリップ・タータグリア大司教
- セント・アンドリューとエディンバラ大司教区  レオ・カシュレー大司教